# Neoitamus maculatoides
Neoitamus maculatoides är en tvåvingeart som beskrevs av Hardy 1920. Neoitamus maculatoides ingår i släktet Neoitamus och familjen rovflugor. Inga underarter finns listade i Catalogue of Life.